# Bypass gastrico
Con il termine generico di bypass gastrico, in campo chirurgico, si intendono una pluralità di operazioni chirurgiche atte a contrastare la grave obesità. Il bypass gastrico è un intervento di chirurgia bariatrica di tipo misto ad azione prevalentemente funzionale, in quanto raggruppa le due componenti d'azione di "gastrorestrizione" e di "malassorbimento".

## Storia
La procedura venne ideata nel 1966 da Edward Mason, inizialmente l'obiettivo era cercare una nuova procedura chirurgica nell'ulcera peptica.

## Indicazioni
L'intervento determina calo ponderale grazie alla riduzione della quantità di cibo introdotto e provoca una sensazione di sazietà al paziente; viene utilizzato per contrastare un peso corporeo eccessivo.
Si utilizza anche nel caso di diabete mellito di tipo 2, e nella sindrome metabolica.

### Svantaggi
- Rispetto alla gastroplastica, l'intervento risulta più complicato.
- È stato evidenziato come, nel caso del bypass, nella parte dello stomaco che in tal modo viene escluso dal processo di digestione normale si manifestano alterazioni precancerose, come la metaplasia intestinale, nel quasi 20% dei casi.

### Vantaggi
- Studi hanno mostrato una diminuzione della mortalità nei casi di diabete mellito, cardiopatie[2] e cancro.[3]
- Buon calo di peso anche in pazienti con disturbi alimentari.
- Intervento in laparoscopia, possibile.

## Tecnica chirurgica
Tecnica simile alla gastroplastica verticale, la procedura prevede la creazione di una piccola tasca, il cui volume è di circa 30 ml questa si riversa attraverso un piccolo orifizio (dimensioni di 1 cm) in un'ansa digiunale evitando in tal modo che duodeno e stomaco distale siano coinvolti.
Esistono varianti tecniche di bypass gastrico funzionale su:
- gastroplastica verticale secondo Amenta - Cariani: rappresenta l'unione di due tecniche chirurgiche quali la gastroplastica verticale ed il bypass gastrico. Il calo ponderale ottenuto da questa variante è pressoché uguale al calo avuto con l'intervento di bypass gastrico tradizionale, ma offre la possibilità di monitorare le vie biliari che rimangono escluse dal transito alimentare. Il bypass gastrico funzionale su gastroplastica verticale secondo Amenta-Cariani risulta un intervento sicuro ed efficace e mantiene una buona integrità anatomica.
- bendaggio gastrico: in questo caso il bendaggio posizionato a livello della parte alta dello stomaco, non viene "stretto" totalmente e funziona come porta comunicante tra la tasca gastrica e lo stomaco e il duodeno bypassati permettendo un monitoraggio endoscopico dei due organi.

## Prognosi postoperatoria
In seguito all'operazione si sono riscontrati casi di dolore addominale, senso di stanchezza fisica, ernie intestinali.
Per quanto riguarda gli elementi nutritivi, sono state riscontrate deficienze di ferro, calcio, vitamina B12, folati e squilibro degli elettroliti.
In un 10% di casi si verifica la sindrome da dumping; questo perché viene alterata la normale funzione dello stomaco.
La mortalità registrata in corso di operazione è pressoché identica ad altre procedure simili, attestandosi allo 0,5%.

## Follow Up
Con questo intervento si ottiene una riduzione del 60/70% circa del peso in eccesso presente nel periodo precedente all'operazione.
Alcuni studi (come quelli condotti da Walter Pories) hanno evidenziato un ottimo risultato a distanza di due anni (70% circa dei casi) per quanto riguarda il calo ponderale, mentre a cinque e a dieci anni i risultati peggiorano vistosamente (il 17% delle persone recupera il peso a cinque anni, il 30% a dieci anni).
La letteratura medica evidenzia come tali sistemi abbiano successo in determinati pazienti che preferiscono questa operazione in quanto produce una specie di "autocontrollo" nell'individuo, persone che dovrebbero essere individuate prima di procedere all'intervento per ottimizzare i risultati.

## Recenti evidenze cliniche
Dai dati scientifici raccolti in letteratura si era osservato che nell'82% delle persone molto obese, l'intervento di chirurgia bariatrica si associava una scomparsa del diabete entro due anni dall'operazione e che nel 62% dei casi il diabete non ricompariva dopo i due anni dall'intervento.
Recenti dati scientifici, pubblicati il 26 marzo 2012 dall'autorevole rivista New England Journal of Medicine, dimostrano che in soggetti obesi con diabete di tipo 2, la chirurgia bariatrica, oltre a diminuire drasticamente il peso, è in grado di controllare il diabete, risultando più efficace anche della stessa terapia farmacologica. È la prima volta che viene dimostrato con chiarezza e rigore scientifico un dato così importante.
Le evidenze nello specifico dei due studi sono state:
- Studio Mingrone: effettuato su pazienti obesi con BMI ≥ 35 con diabete di tipo 2.

A due anni dall'inizio dello studio, i pazienti sottoposti a terapia farmacologica tradizionale non mostravano una significativa remissione del diabete, mentre il gruppo di pazienti sottoposti a bypass gastrico i livelli di diabete raggiungevano una diminuzione del 75% rispetto al periodo preoperatorio e del 95% nel gruppo di pazienti sottoposti ad intervento bariatrico di diversione biliopancreatica.
I parametri come: età, sesso, BMI al basale, durata del diabete e cambiamenti di peso preoperatori non sono risultati predittivi per il miglioramento nel periodo dopo l'intervento bariatrico sia dei livelli di diabete a distanza di due anni che della glicemia a 1 e 3 mesi.
- Studio Schauer: effettuato su pazienti obesi con diabete di tipo 2.

Dopo 12 mesi di terapia farmacologica, i pazienti non hanno riportato una riduzione significativa della glicemia rispetto al gruppo di pazienti sottoposti all'intervento chirurgico di bypass gastrico (Roux-en-Y) o di gastrectomia verticale parziale.
Anche se sono necessari ulteriori approfondimenti, gli esperti ritengono questi risultati molto promettenti ed incoraggianti. Non è tanto la perdita di peso conseguente all'operazione a produrre gli effetti positivi, ma la messa in moto di meccanismi legati alla produzione ormonale: il tratto gastro-intestinale ha infatti un ruolo specifico nel diabete di tipo 2 indipendentemente dalla riduzione di peso o dalla modifica di assunzione di cibo, aspetti che comunque contano sulla patologia diabetica.